# 新次元ゲイム ネプテューヌVII
『新次元ゲイム ネプテューヌVII』（しんじげんゲイム ネプテューヌビクトリィーツー）は、コンパイルハートより2015年4月23日に発売されたPlayStation 4用ゲームソフト。Microsoft Windows版は2016年7月5日、Nintendo Switch版は2020年3月19日に発売された。
なお、2017年8月24日に発売された本作のリメイク版であるPlayStation 4用ソフト（PlayStation VR対応）『新次元ゲイム ネプテューヌVIIR』（しんじげんゲイム ネプテューヌビクトリィーツーリアライズ）も本記事で扱う（記事中『VIIR』と記載した場合は『新次元ゲイム ネプテューヌVIIR』、特に断りがない場合は共通要素を指す）。
以下、本項内では、企業等の実在する名称とゲーム内の固有名詞で同一のものが登場した場合、特に断りがない限りゲーム内での固有名詞を示す。

## 概要
本作は『ネプテューヌシリーズ』の『V(Re;Birth3)』（トゥルーエンド）の続編であり、世界観も共通している。ただし『V(Re;Birth3)』のストーリーに関しては意図的にぼかされている。シナリオは『零次元篇』『超次元篇』『心次元篇』の3部構成。シリアスな展開が近作より増えており、『mk2(Re;Birth2)』以来久々にバッドエンドが用意されている（ただしトロフィー対象では無いため、無理に進む必要は無い）。
ストーリーと世界観の都合上、参入と離脱が頻繁に起きるため、メンバーのバランスが重要となる。
『VIIR』では、PlayStation VRに対応した「VRイベント」を追加した他、戦闘システムが大幅に変更されている。

### 主なシステムの変更
- 一周目であるシナリオに到達すると、四女神専用の第二変身形態「ネクストフォーム（NF）」が追加される（まず女神化し、さらに次ターン以降に再変身する必要がある）。NF時のプロセッサユニットは専用のものに固定されており、NF専用技を使用すると変身が解除されるという制約がある。一方で女神候補生はNFにはできないが、その代わりに新しいエグゼドライブが追加された。NFエグゼドライブや女神候補生の新技はエグゼドライヴゲージを大きく消費する。
  - NFは女神化やゴールドサァドのゴールドフォームよりも格上の形態となっており、NFの女神を含めてフォーメーションスキルを使う場合は、全員がNFでなければならない。したがって、NFやそれに相当する形態になれない女神候補生やゴールドサァドを含むフォーメーションスキルでは、NFの女神を使用できない[3]。
- NFを含め、変身条件がSP消費からエグゼドライヴゲージ消費に変更されたためエグゼドライヴゲージの蓄積が速くなっているが、代わりに戦闘が終わるとゲージはリセットされてしまう。
- それぞれのキャラクターが持つ武器を変更することにより通常攻撃による1段目の攻撃特性と各コンボ回数が変化する。また、コンボスキルにはコンボ特性があり、条件を満たすことでそのコンボが必中・クリティカルになり、エグゼドライブゲージの上昇量が増加する。そのため、多少弱くてもコンボを組みやすい武器を装備するという選択肢が生まれた。
- ガード値の廃止。コンボスキルでブレイクコンボが無くなった代わりに、新たに中間のスペックを有するスタンダードコンボが登場。
- ガードブレイクが廃止になった代わりに、新たに特定方向からの攻撃によってモンスターの部位や武器を破壊する「パーツブレイク」機能を追加。これにより敵の一部ステータスの低下・一部のスキルを使用不能にするなど味方に有利な状況に持ち込むことが可能となる。また、ドロップアイテムが別途設けられている。
- EXフィニッシュスキルの廃止。
- フォーメーションスキルは各指定キャラクターが敵を囲い込むことで使用可能。また、カップリングスキルはカップリングしなくても条件の相手がお互い前衛で敵を挟むことで、フォーメーションスキルとして使用可能。
- 9人の女神（四女神・女神候補生・うずめ）が戦闘中で変身またはダメージを受けると所属国のシェアが減少する。ダンジョン内のシェア減少効果を見聞者で無効化する事も可能。
- 「投資」の追加。投資には「商業」「工業」「広報」の3種類があり、各国のタウンを発展することが可能。「商業」は販売アイテムの増加、「工業」は開発可能アイテムの増加、そして「広報」はシェアの増加などの効果がある。なお、心次元篇に進むと緊急事態につき条件を満たすまで投資が出来なくなる。
- ダンジョンへのルートをクレジットを支払うことで開拓できる「ルートビルドシステム」の追加。開拓されたルートの途中には時々モンスターと接触することがある。
- 『スペランカー』とのコラボにより「ネプランカー」と呼ばれる特殊ダンジョンが登場する。ダンジョンにはスペランカーの要素が散りばめられており、残機が0になるとゲームオーバーになる。ダンジョンをクリアすることで特別なアイテムを入手できる。なお、ネプランカーとネプランカーゼロの2パターンが存在し、後者は難易度がかなり高いが、トロフィーの獲得には前者のクリアだけで十分である。
- 新たに、対ダークメガミとの戦闘『巨大戦』の追加。通常戦闘とは異なり、各キャラクターが複数の浮島に乗って攻撃する。浮島の端からジャンプすることで別の浮島に乗り移ることも可能。通常攻撃は不可能であり攻撃はスキル・エグゼドライブ任せとなるが、代わりにSPがターン毎に回復する。ただし、一部のスキルは足場の関係上で使用不可能またはヒット数が異なるものがある。
- リリィランクはパーティを組むことで上昇するようになった。また、味方キャラへのアイテム・スキルの使用やフォーメーションスキルでより上昇する。
- 見聞者をダンジョンに派遣した際、ランダムで隠しアイテムの開放条件が開示される（数はダンジョンによる）。条件を満たすことでアイテムがダンジョンのどこかに出現するほか、新しい条件も開示されるようになる（回収していなくてもいい）。
- 従来「ノンアクティブモンスター（プレイヤーが近くに行っても向ってこないシンボル）」となっていた大型モンスターが全てアクティブモンスターとなった。ノンアクティブモンスターはごく一部だけである。
- シェアは全体で100％ではなく、国ごとのエネルギーゲージのような扱いとなっている。
- クリア後は、いくつかのサポート機能が解禁され、ストーリーの進行状況を無視して全キャラが加入したままとなる（途中、離脱メッセージが出ても変化なし）。

## ストーリー

### 零次元篇『零次元ゲイムネプテューヌZ 崖っ淵女神のラグナロク』
神次元に存在したタリの元女神キセイジョウ・レイによる神次元と超次元を震撼させた事件を解決後、いつも通りに仕事をふけるネプテューヌはある日、謎の型式のゲーム機を拾い教会へと持ち帰った。イストワールのお小言もなんのその、ネプギアを伴いそのゲームを起動させると二人は謎の渦に飲み込まれ、気がつくと別世界へと飛ばされてしまっていた。まるで世紀末を想わせる程崩壊した世界…。そこで出会ったのはその崩壊した世界唯一の女神である「天王星うずめ」だった。

### 超次元篇『超次元ゲイムネプテューヌG 黄金の先導者～ギョウ界改変のエグジスタンス～』
零次元における事件を解決させ、超次元に戻ってきたネプテューヌとネプギア。しかし、ゲイムギョウ界が転換期を迎えたために各国でデマなどが飛び交う事態が続いており、マイナス空気を払拭するために四か国合同イベントの開催が決定する。その最終日、メインイベントである武闘大会の決勝戦は当然のことながら四女神が代表を飾ることになるが、そこに突如「ゴールドサァド」を名乗る4人の少女が乱入し、何と惨敗してしまう。すると、世界は光に包まれ、女神たちはいずこかへと飛ばされていた。さらには謎の黄金の塔が現れていた。するとどうした事か、女神の存在そのものが抹消され、誰一人として自分を統治者だと信じないではないか。しかもその統治者の座にはゴールドサァドが就いている始末…。しかもこの同様の事件は他の国でも起こっていた。勿論シェアなんて無いので変身できない。女神達はその謎を解き明かすため、誰の記憶にも存在しない中で活動を始めるのであった。

### 心次元篇『心次元ゲイムネプテューヌH トリロジーファイナル～そして伝説へ～』
ゴールドサァド、そして秘密結社アフィ魔Xとの戦いの後、超次元の空に大きな穴が出現した。突如起きた異変を確かめるために四女神は大穴へ向かうが、そこでネプテューヌ達は零次元で共闘した天王星うずめと再会する。ところがどういうことか彼女はダークメガミを連れ、ネプテューヌら四女神を誘拐してしまった。それを目撃したネプギアは一人教会に戻る事に。うずめの行動にショックを受けたネプギアだったが、それでも彼女はネプテューヌ達を救うことを決意し、女神候補生やゴールドサァドと共に、うずめの行為に疑問を抱きつつも再び零次元へ旅立ち、四女神の救出に向かうのであった。
拐われた四女神の運命は…。そして、天王星うずめの正体とは…。複数の次元を超えた女神達の最後の戦いが始まる。

## 用語集

### 世界観
超次元ゲイムギョウ界
「ネプテューヌ」シリーズではおなじみの世界。mk2(Re;Birth2)、V(Re;Birth3)と同じ舞台であるため、本作ではそれに関わるキーワードが続出する。
mk2(Re;Birth2)にあったギョウカイ墓場は犯罪神が女神達によって討伐されたため、V(Re;Birth3)の時から既に消滅しており、現在は花畑の野原となり、後にコロシアムが建設された。
mk2(Re;Birth2)及びV(Re;Birth3)での事件解決後は平和な日常が続いたが、本作にて起きた転換期により女神に対する批判が後を経たず、そしてその後の改変によって突如現れた多数の猛争モンスターによる被害が絶えない状態が続くようになった。
黄金の頂
超次元篇で改変後に突如現れた謎の黄金の4つの塔。1か国に1ヶ所ずつ建てられている。「NMR」なる怪しげな雑誌に、その出現が預言されていた（ビーシャ以外信じていなかったが）。
これがゴールドサァドの力の源であり、ゴールドサァドが入らない限り、この塔に入ることは出来ない。
外見はとても高く巨大な黄金の塔だが、内部は外部構造からは想像がつかない程異様な空間になっており、宇宙のような空間に階段状の複数の光の浮島が備えている。最上階には中核である「ゴールドクリスタル」がある。
力のメカニズムは、女神たちに向けられていないシェアエネルギーをゴールドクリスタルでゴールドサァド用のエネルギーに変換する、というもの。そのため、転換期真っ只中の超次元編冒頭ではシェアが落ちていた女神たちを撃破できるレベルとなっている。
本作ではストーリーの流れの関係で、プラネテューヌのみ攻略は出来ない。
その正体は、女神の力が弱まったときに世界が代行者として生み出すというもの。
零次元（ゼロじげん）ゲイムギョウ界
物語の序盤でネプテューヌとネプギアが拾ったゲーム機によって突然飛ばされた世界。突如侵攻してきたダークメガミの攻撃で辺り一面は既に廃墟と化した街が沢山存在し、その中では超次元には存在しなかったモンスターが多数生息している。ビルや地面はおろか、空にまで亀裂が走っている。
この次元の女神は「天王星うずめ」ただ一人であり、彼女だけがこのゲイムギョウ界を守っているが、うずめ以外にこの世界に存在している人間は既に滅亡しており、この世界に住むモンスター（スライヌやひよこ虫など）だけがうずめを信仰・応援している。モンスターからはシェアが得られなかったが、のちにうずめに改変されてシェアが発生するようになった。
また、この世界には女神の力の元といえるシェアクリスタルがあらゆる場所に落ちている。これは滅亡した人類が当時の信仰心の結晶だと言われている。
空も土地も枯れているため、この世界での一部のダンジョンは超次元のものより暗めになっている。
「零次元」と名づけたのは海男。
なお、北東の地方はダークメガミの攻撃のせいか、ただ何もない虚無になっている模様。
神次元ゲイムギョウ界
『V(Re;Birth3)』の舞台となった世界。ストーリー本編に直接は登場しないが、ネプテューヌ(大人)の回想でその存在が示唆される。
また、現時点でも神次元のとある人物が超次元に訪れていることから、超次元と神次元との連絡路は現在も繋がっている模様。
ついでに本作のパープルハートは神次元用のプロセッサユニット（ロストパープル）を装備している（のちの作品でも同様）。
心次元（しんじげん）ゲイムギョウ界
本作に登場する3つ目の世界。
人の心を映し出すと言われているが、その正体は暗黒星くろめが「自身の復讐が完了し、滅びた超次元ゲイムギョウ界」を妄想を現実にする力を使って作り出した世界であり、零次元は心次元の一部であり、その入り口に過ぎない。零次元ごと次元座標を移動しており、超次元に迫っているという。
心次元の中心には超大型のシェアクリスタルがあり、その正体はうずめとくろめ、零次元と心次元の存在を維持させるためにあるもので、これを破壊されると両者の存在、零次元と心次元は消滅する。
VR次元
『VIIR』に登場する新たな世界。
ゲイムギョウ界と現実世界の境界線にある高位次元であり、この世界への到来は事実上不可能だったが、ネプテューヌ（大）とクロワールが次元移動で偶然到来した事で、事件解決後に守護女神達が訪れる事になる。

### 用語
転換期
ゲイムギョウ界で一時的に起こる時期。現在の女神に飽きつつある国民が、新しい女神を求めようする時期で女神にとって一番厄介なものである。
今回はネットで女神の悪い噂やデマなどを流しており、一部の国（というよりプラネテューヌ以外）では対策チームを導入するなどで対応している。
改変
うずめ及びくろめの特殊能力「妄想を現実にする力」によって発生する現象。
記憶さえも改竄し世界のルールを書き換えるという非常に強力かつ危険な能力であるが、うずめが発動させるには本気で妄想にふける必要があり制御しづらいという欠点がある。くろめに関しては妄想にふける必要はなく、自身がそう思えば即座に発動し、無からの物体や世界そのものを生み出す事も可能。
「モンスターからシェアが得られるようになる」といううずめの改変は序盤から終盤まで機能したが、「女神は存在しない」という改変はくろめの最初の計画が失敗したのちに解除された。
ネクストフォーム
ネガティブエネルギーを操るアフィモウジャスに女神たちが負けると確信したゴールドサァドたちが対策として用意した「ハイパーシェアクリスタル」によって女神たちが進化した姿。姿は各女神のモチーフの次世代機を彷彿とさせる。
シェアクリスタルとゴールドクリスタルを組み合わせて作り出されており、ゲイムギョウ界中のシェアエネルギーを全て取り込んでいるため絶大な力を誇る。
変身する際は、胸部からシェアクリスタルを出現させて正面のウィンドウに触れさせることで再変身する形となる。
秘密結社アフィ魔X
アフィモウジャスがステマックスと共に立ち上げた組織。構成員は彼らを含めて5名で、情報によって世界を裏から操作し莫大な利益を得ている。また、それと同時に「ある物」を探している模様。
本拠地はアフィモウジャスがローンで購入した空中戦艦「アフィベース」。ルート次第ではもう1隻の空中戦艦「ステルスアーク」が登場する(これもローン購入である)。双方ともダンジョンがはびこり激戦の舞台にもなったが、轟沈することなく健在。
渦巻きマークをしたゲーム機
ネプテューヌが偶然見つけた渦巻きマークのゲーム機。これを起動したことでネプテューヌとネプギアが零次元へ飛ばされた。
二人が帰還したあとはネプテューヌの部屋に保管する事になった。
このゲーム機こそ3つのシナリオに共通するキーアイテムである。基本的な機能として、付属のディスクを入れた状態でスイッチを入れることで零次元への扉が開かれる。
またの名を「封印体」といい、電源ケーブルなどの周辺機器を鍵としているアイテム。その為、封印解除の儀式は普通にハードを準備しているようにしか見えない。
4つの国の隠された祭壇に祭られており、改変の影響もあってそのことは女神さえも把握していない。ただし、対応するソフトが残っていた（内容は不明）。
その正体は天王星うずめの肉体を封印したもの。モチーフはドリームキャスト。
ネプギアが見つけた破損レポート
ネプギアが零次元で複数の場所で見つけた破損レポート。
所々文字化けしている箇所が見られるが、どうやら今回のダークメガミによる侵攻やこの次元の崩壊と関係あるらしい。
これもまた、超次元篇以降に全容が明らかになる。
タリの女神の力
前作『V』で、キセイジョウ・レイ（神・超次元両方共）がかつて持っていた、神次元の太古の国「タリ」の力。「別次元（または「異次元」）の女神の力」と表現されることもある。当のレイは名前を含めて一切登場しない。
クロワールの手で神次元側のレイを通じて超次元側のレイに力が渡ったものの、最終的にアイリスハート（プルルート）と神次元側のレイに押さえ込まれる。その力をマジェコンヌやダークメガミに与える光景が見られる等、今作での重要な要素となっている。しかし、レイのキレキャラまでも引き継いでいるため、一気に取り込むと人格面に異常が出る。
作中では次元を制御するために用いられ、次元転移や心次元の座標を超次元に近づけたりしている。
猛争モンスター
超次元篇にて改変後に突如現れたモンスター。犯罪神やバグによる汚染とは異なる何らかの原因によって凶暴化してしまったモンスター。
どういうことか零次元のモンスターも紛れており、中にはその素性を隠すためか仮面や近未来の装備をしている個体も確認されている。
シェアエネルギー
女神たちの力の源であり、彼女たちを信じる心から発生するエネルギー。従来使われていたシェアという言葉と違い、奪い合うようなものではなくなっている様子。
逆の存在としてネガティブエネルギーというものがあり、こちらは全体的な憎しみなどから発生する。シェアエネルギーと相殺する特性を有している。
白昼夢イベント
ストーリー中、条件を満たすことで発生する、バッドエンドの回避およびトゥルーエンドへの到達に必要という超重要イベント。
超次元篇と心次元篇でそれぞれ発生し、前者は忘れ去られた女神の記憶を思い出すイベント、後者は囚われた女神たちを洗脳するために彼女たちが見せられている「理想の現実」を垣間見るイベントとなっている。

## 登場人物

### 超次元
ネプテューヌ以外の3女神は『mk2』に登場したもの（『V』における超次元の女神）と同一人物だが、『V』の神次元の女神の設定が一部流用されている。また、超次元篇の個別ルートで、プラネテューヌ以外の国のシェアを40％以上にする事で見られるイベント「○○の白昼夢」においてうずめ以外の先代女神の存在が示唆されている。
ネプテューヌ / パープルハート / ネクストパープル
声 - 田中理恵
シリーズおなじみの主人公であり、プラネテューヌの守護女神。
偶々拾ったゲーム機に導かれるがままに、零次元の世界に転移させられてしまう。そして案の定、女神化できなくなってしまったが、あるきっかけでネプギアと共に女神化を取り戻した。
性格は相変わらずだが、時々女神らしい一面も見せる。超次元篇でビーシャの事情を知った後、彼女の代わりにモンスター退治を担当する事になる。なお、ストーリー中において改変された世界の中で忠誠心だけで女神の記憶を保った人間がいたのは彼女の部下だけ（ゲハピクは除く）。
初期プロセッサユニットはパープルではなく「ロストパープル」で、唯一神次元の女神の姿で登場する。
心次元篇で発生する白昼夢イベントでは、他の女神と異なり特に望む願いもコンプレックスもないため、「皆が笑っていられる平和な日常」という非常にほのぼのとしたものとなっており、かえってアイエフがショックを受けていた。
ネクストフォームに変身するとネプテューヌのマークが特徴的な大型背部プロセッサユニットを装備し、腕部及び脚部に装着した武装によって奇跡を起こせるほどの高いスペックを獲得している。なお、彼女だけシンボルマークが背面についている。
エグゼドライブは「ネプテューンブレイク」と「ハード：ネプテューヌ」。NF用エグゼドライブは敵の"概念そのもの"を切り裂く一撃「次元一閃」。
ネプギア / パープルシスター
声 - 堀江由衣
『mk2(Re;Birth2)』の主人公であり、ネプテューヌの妹。
『V(Re;Birth3)』のように扱いが杜撰になる（クロワールはその事について覚えている）ことは殆どなく、その機械知識とハッキング能力で様々な場面で活躍する。なお、Vであった「ラーニング」という特性は完全に消滅している。
ネプテューヌが持ち帰ったゲーム機の影響に巻き込まれ、姉共々零次元に転移させられてしまう。
超次元篇ではネプテューヌと再会後、彼女の指示でベールをサポートするためリーンボックスへ赴く。また、零次元篇中盤および心次元篇終盤に発生するちょっとした分岐では実質主人公を務める。
エグゼドライブは「プラネティックディーバ」と、新たにネプギア自作のビットと連携したオールレンジ攻撃「ビットズコンビネーション」。
ネプギャー
2015年8月12日より配信。
電撃PlayStation内の「電撃ネプの会」に登場する、紙次元のネプギアの顔芸成分が分離して誕生した存在で、ストーリー本編への絡みは無い。
スキルやエグゼドライブ等はネプギアと同じだが女神化はできない。
名前の由来はネプギアを英語で発音したもの。
『VIIR』では登場しない。
ノワール / ブラックハート / ネクストブラック
声 - 今井麻美
ラステイションの女神。
超次元篇では改変後、「極悪非道殺戮神ノワール」「『秘密結社アフィ魔X』の構成員」などというデマで濡れ衣を着せられて指名手配され、自国の兵隊に追われる羽目になる。
相変わらずのぼっち女神だが、超次元篇にてついに親友が一人できる事に。
終盤の白昼夢イベントでは、トップ声優＆アイドルで学校でも人気者、ユニとの仲も良好、と非常に設定盛り沢山な姿が描かれている。「声優などで忙しいので女神をユニに任せようとする」「親友となったケーシャが出てこない」などのイベントとなっている。
ネクストフォームに変身するとHUD機能を持つ右目のグラスパーツが特徴的な頭部プロセッサユニットを装備し、胸元にラステイションのマークがつく。
エグゼドライブは「インフィニットスラッシュ」、NF用エグゼドライブは右目HUDでロックオンした敵を追尾して突撃する新武装ナナメブレードを使った「ナナメブレード乱舞刃」。
ユニ / ブラックシスター
声 - 喜多村英梨
ノワールの妹。
超次元篇では情報傍受していたネプギアから指名手配されたノワールが逮捕されたことを知り、彼女を救出に向かった。救出後に姉と共に教会の状況を調べに行く。ブレイブ・ザ・ハードに続いてステマックスといい雰囲気になったことで、スタッフロールで「フラグ建築士」などと呼ばれることに。
ノワールに対するコンプレックスは相変わらずだが、彼女に対する理想視は若干マシになった。一方、黒幕の策略で登場した「やたらべたべたしてくるノワール」や「女神を辞めると言い出したノワール」は本気で拒絶している。
心次元篇では後ろ向きになりがちなネプギアを引っ張るという、相棒的な姿が描かれる。
エグゼドライブは「N.G.P.」と、魔法陣を展開して弾丸の雨を降らす特殊兵装「ドルチェ・ヴィータ」。
ブラン / ホワイトハート / ネクストホワイト
声 - 阿澄佳奈
ルウィーの女神。
超次元篇では改変後に行方不明になったロムとラムを探すためルウィーを放浪するが、途中で遭遇した猛争モンスターに襲われ、偶然駆け付けた少女シーシャに助けられる。その後はモンスターを退治するハンター業に就いて妹の捜索及びルウィーの制度を改竄したものを探すことになる。
不思議な魔法の国だったルウィーがライセンス制というあまりに夢のない世界に改変されていることに憤慨している。
終盤の白昼夢イベントでは、「胸が非常に大きい」というただ一点に収束している。しかし、その結果「天は四物を与えた」と言い出すなど嫌味な性格となっており、妹やシーシャからは暴力も辞さないほど嫌われた。ネプギアは「小さいもの好きのルウィー国民のシェアが爆落ちしそう」と評している。
ネクストフォームに変身すると有機的な翼をした背部プロセッサユニットとルウィーのマークをしたWii U本体のような形の特徴的な帽子を装備する。また腰部ユニットには小型ながら大量のシェアエネルギーが詰まったカートリッジを装備している。
エグゼドライブは「ハードブレイク」。NF用エグゼドライブは腰部ユニットのカートリッジを装着して敵を殲滅する巨大レールガン「ブラスターコントローラー」。
ロム / ホワイトシスター
声 - 小倉唯
ブランの妹であり、ラムの双子の姉。今作では『mk2(Re;Birth2)』や『V(Re;Birth3)』とは違って、台詞の括弧内の部分も言うようになっている。
超次元篇では改変で行方不明になったブランを探すために街に戻り、ラムと共にハンターのライセンスを取得し、猛争モンスターを倒しながら彼女を探す。
うずめと同じく椎茸が苦手であり、ネプギアが作った椎茸入りのおにぎりのおかげでうずめと共に椎茸嫌いを克服出来た。
エグゼドライブは「ノーザンクロス」と、新たに永遠に敵を凍結させる魔法「エンドレスコキュートス」。
ラム / ホワイトシスター
声 - 石原夏織
ブランの妹であり、ロムの双子の妹。
ロムと同じくハンターを取得し、ブランを探し始める。
エグゼドライブは「アブソリュート・ゼロ」と、新たに魔法の力で出来た巨大な氷の剣「氷剣・アイスカリバー」。
ベール / グリーンハート / ネクストグリーン
声 - 佐藤利奈
リーンボックスの女神。
超次元篇ではエスーシャの目的を探るためソルジャーに志願する。
ゲーム好きは相変わらずで、改変後にも関わらず何故か彼女のゲームのアカウントは削除されてなかった。また妹を欲する願望も相変わらずで（妹として可愛がっている箱崎チカがいるのにも関わらず）いつか他国の女神の妹を自分の妹にしようと考えている。
最近は『V(Re;Birth3)』の時にピーシェにあだ名で呼ばれたせいか、あだ名で呼ばれるようになりたいとまで考えている。そのため、元々友達をあだ名で呼ぶうずめにあだ名で呼ばれた時は感激していた。
終盤の白昼夢では、妹二人と仲よく遊んでいる姿が描かれている。一見ネプテューヌに次いでまともなのだが、妹二人も名前が「ベール」となっていて、容姿がベールを少し小さくさせたものとさらに小さくさせたものという異様な光景となっている。これは、自分に甘えてほしいけど自分も甘えたい願望の表れ、とネプギアは分析している。
ネクストフォームに変身するとプロセッサユニットの色が白から黒に変わる。ユニコーンを思わせるような一本角風のヘッドセット型頭部プロセッサユニットと胸元のXパーツが特徴的。彼女の欠点であった攻撃力と防御力が格段に向上している。
エグゼドライブは「スパイラルブレイク」。NF用エグゼドライブは魔力で生み出した無数の槍を放つ「インフィニットスピア」。
イストワール
声 - かないみか
プラネテューヌの教祖。今回は神次元は出てこない為「mk2」以降のデザイン及び性格で登場する。
超次元世界が転換期に迫ってなおいつも通りのネプテューヌに呆れながらも、プラネテューヌを安定させる為に尽力している。
零次元篇では零次元へと飛ばされたネプテューヌたちと何とか連絡を取ることに成功し、そこにあった転送装置を利用してネプテューヌを帰還させる（ネプギアはうずめを心配して零次元に残ってしまった）が、過負荷によってダウン。取扱説明書に載っていたパッチアイテムを使うことでようやく回復した。
超次元篇では女神の存在がまるごと抹消される中記憶を維持しており、路頭に迷う羽目になりかけたネプテューヌを保護している。
本作ではRe;Birthシリーズのように戦闘には参加はしない。
アイエフ
声 - 植田佳奈
プラネテューヌ諜報部員にしてネプテューヌ姉妹の親友。世界改変の影響でネプテューヌに関する記憶を失ってしまうものの、マジェコンヌとの戦いの中で取り戻す。しかし、電話越しに話してすぐに取り戻したコンパや会うまでもなく記憶を保ち続けたモブがいたのに対して、完全に忘れていたことは負い目となっており、ネプテューヌにもたまにいじられる。
彼女の愛用している携帯はガラケーからスマホに変更されている。
エクゼドライヴは「アポカリプス・ノヴァ」。ドロップ率が軒並み下がっている今作において、アイテムを盗める彼女は非常に便利である。
コンパ
声 - 酒井香奈子
ネプテューヌ姉妹の親友。超次元篇ではネプテューヌとの電話で記憶を取り戻す。
エクゼドライヴは「とーはるいぱんこ」。
ワレチュー
声 - ニーコ
「mk2(Re;Birth2)」と同一の個体。本作は秘密結社の一員として登場する。相変らずコンパの頼みに弱い。しかし、作戦のために大量の怪我人を出したことでかなりマイナス印象となってしまう。
本作ではとある事情で狂暴化す場面が存在する。この狂暴化したワレチューは「mk2(Re;Birth2)」及び「V(Re;Birth3)」のスタッフロールで少しだけ登場した「ワレチューキング」である。なお、この暴走によって出した損害は相当な額となっており、今までの罪の情状酌量も兼ねて教会への協力及びチューコの店でのバイトをやることとなった。
見た目に反して弱点は闇属性。
チューコ
声 - 村川梨衣
プラネテューヌの中古ゲームショップ店長。白いネズミ型の女性。ワレチューと違って善良。また、ゲーム機に対する知識も相当らしく、店にはレアなゲーム機・ソフトが飾ってある。後に、ワレチューに助けられたことでちょっと好意を抱くようになる。
フィナンシェ
声 - 寺本治子
旧作ではルウィーの教会の一員だったが、世界の改変が起こってからはアズナ＝ルブのメイドとして登場している。プラネテューヌの教祖イストワールとは面識がある模様。
なお、封印体の鍵の一つを祭る祭壇の管理者の一族とのこと。
神宮寺ケイ、西沢ミナ、箱崎チカ
プラネテューヌ以外の3つの国の教祖。
ストーリーへの絡みは無いが、それぞれの国の「広報」のレベルを最大値の10にすると『V(Re;Birth3)』と同じ理由で国から離れている事が判明する。
また「女神チップス」に付いてくるカード（キーアイテム扱い）のイラストとして登場する。
DLCを適用すると見聞者として参戦させることができる。
なおイベント「ブランの白昼夢」において、ブランの前の女神の時代からルウィーには教祖が存在していた事が示唆されている（ミナであるかは不明）。

### コラボ擬人化キャラクター
『VII』新参戦の会社とゲームソフト擬人化キャラクター。全員有料ダウンロードコンテンツ専用。参入と関連サブイベントは特定の時期と順番にしか発生しない。『VIIR』では登場しない。
ミリオンアーサー（「ミリオンアーサーシリーズ」より）
声 - 水瀬いのり
騎士の因子を集めるため、島国「ブリテン」からプラネプテューヌにやって来た少女騎士。正体はブリテン王「アーサー」候補者の一人。実力と人柄も本物だが、美少女には目がない。パートナーは人型のサポート妖精チーカマ（声 - 小澤亜李）。
攻撃モーションは両手剣だが装備武器はカード、一部原作キャラクターのイラストもスキルとエグゼドライヴ演出で登場する。
2023年3月31日に配信停止した。
ニトロプラス（「ニトロプラス」より）
声 - 三澤紗千香
犯罪組織の残党ホーリューチューを追うため、ぴーしー大陸からリーンボックスにやって来た少女。敵対する悪党を容赦なく切り捨てる一方、暴力を使う自分自身が正義だと思っていなかった。
謎の生物（？）生肉（声 - 庄子裕衣）がニトロプラスの相棒。ニトロプラスも生肉の外見を知っているようだが、生肉が美少女、ベールが肉塊として認識する知覚障害のフリをしてベールをからかうこともある。
攻撃モーションの武器は紅い太刀と銀色の銃、エグゼドライヴではチェーンソーも使う。装備武器は二つ名。
ゴッドイーター（「ゴッドイーターシリーズ」より）
声 - 加隈亜衣
ラステイション防衛軍極東支部第一部隊のメンバー、異常事態からノワールを護衛するために派遣された。上衣のデザインは『ゴッドイーター』一作目時代のアリサ・イリーニチナ・アミエーラと同じ、神機も赤いロングブレード。性格は前向きで健気、座右の銘は「生きることから逃げるな」だが、戦闘中で我を忘れ射線上の味方ごと敵に射撃することもある。
パートナーは神機に憑依した意識体が具現化した存在アバどん、人語は喋らず、女の子の服を捕喰する悪癖を持つ。
神機の変形と銃形態のモーションはスキル演出として再現。装備武器は制御ユニット。

### ゴールドサァド
謎の改変の影響で「女神が存在しない世界」となった超次元において、女神に代わってそれぞれの国を治める少女達。ゴールドサァドになる以前から友人だった。
突如統治者となってしまった上にサポートすべき教祖らがプラネテューヌ以外不在という状況のためにまともに統治できておらず、全ての国で多大な問題を引き起こしている。
カテゴリは人間であり、全員が女神化に相当する変身（と言うより武装装着能力）を持つ。変身時は目が輝くように変化する。とは言え本質は悪人ではなく、最終的にネプテューヌ達と共闘する事になる。人々が女神の記憶を取り戻した後は、英雄という扱いとなる。
女神ではないため変身によるシェアゲージへの影響が無いが、代わりにプロセッサユニットに当たる装備「ゴールドユニット」は固定となる。また、2つ目のエグゼドライブもないなど、メーカーキャラと女神の中間といえる。なお、変身しているか否かでエグゼドライブの演出が少し変化する。
『激神ブラックハート』の武将と同様、名前は実名ではないものの、彼女達の人物像は特定ゲームソフトとゲームメーカーを元にしている。
技は各社のメジャータイトルをモチーフとしており、「キラーソフト」と呼んでいる。発動時は正面に何枚かの金の枠の長方形が出現し、それを手に取るという演出が共通している。
ビーシャ
声 - 竹達彩奈
プラネテューヌのゴールドサァド。
明るく無邪気でおもちゃやヒーローが大好きなのだが、一番大好きなものは「お金」とやけに現実的な一面を持つ。ただし、子供には請求しない。
仕事に関してはネプテューヌ同様気が向かないとやらないため、世界が改変されているにも関わらずプラネテューヌは火の車である。イストワールも、なぜプラネテューヌの統治者はこんなのばかりなのかと嘆いている。しかし、教会に顔を出して治安維持活動しているだけ他のゴールドサァドよりは比較的マシである。
プラネテューヌ内で仮面をかぶって正義のヒーロー「プレスト仮面」と名乗って犯罪者を退治したりしている。本人は隠しているつもりだが、派手な格好がまるで隠れてないので周囲にはバレている。
実は、幼いころにモンスターに襲われたことがトラウマとなっており、モンスターを前にするとまともに動けなくなってしまう（この結果、近隣へのモンスター対策が遅れを取った）。黒幕によってその恐怖を敵意へと改竄されて暴走するも、子供たちの悲鳴で我に返り、恐怖から逃げなくていいと諭されたことでトラウマを克服する。
彼女のある事情を知ったネプテューヌと和解した後は、彼女の事をコンパと同じく「ねぷねぷ」と呼ぶようになる。トラウマから救ってくれたネプテューヌに対して非常に恩義を感じており、彼女のためなら大金を投げ出すこともいとわない。また、意図していなかったとはいえ揺るぎなく簒奪者である自分を肯定し受け入れてくれたことから、プラネテューヌ住民が彼女を信仰する理由を悟って心から負けを認めている。
武器はバズーカ砲。変身後は額にV字のアンテナ、背後に二つのビットが出現する。
エクゼドライヴは「超黄金戦士バソダヌ」。
モデルはBANDAI NAMCO Entertainment。パロディの傾向は主にガンダム、ライダー、スパロボなど。
シーシャ
声 - 戸松遥
ルウィーのゴールドサァド。ディストピアと化したルウィーでハンターとして猛争モンスターを狩る少女。
ゴールドサァド唯一の常識人である指揮官タイプなのだが、スタイリッシュである事にこだわりを持つという変わった嗜好を持つ。
意外と大食いであり、腹が減ると力が出せなくなってしまう。肉を焼くスキルが非常に高い。
ブランのことはちゃん付けで呼び、縁あって度々ハンターとして一緒に行動するようになる（パーティには加わらない）。この結果、周囲から「ゴールデンコンビ」と呼ばれるようになった。ベール並みに巨乳だが、主張はしないのでブランの不興を買うことはない。小さいもの好きのルウィーの衛兵からはかなり不評な模様。
ビーシャやエスーシャと違い、一切政治に関わろうとしなかったために統治者として周囲に認知されていない。結果、裏で動いていた人物「アズナ=ルブ」に利用され、囚われてしまうことになる。
実は内から湧き上がる負の力があり、対策として周囲に放出していたら猛争モンスターが発生するようになっていた。彼女がモンスターを狩るのはその罪滅ぼしである。後に騙されて人々に裏切られたと感じたことで力に飲まれかけるも、真実が暴かれたことで最悪の事態は免れた。
武器は宝玉の付いたナックル。変身後は背部に竜のような翼、右腕にはビームキャノンが装着される。
エクゼドライヴは「スーパーコンボ」。
モデルはCAPCOM。パロディの傾向は主にストリートファイター、ロックマン、デビルメイクライなど。
エスーシャ
声 - 内田真礼
リーンボックスのゴールドサァド。ある目的を果たすため、独自の兵士集団「ソルジャー」を組織している。
何事にも無関心で一見クールなキャラクターだが、その実態はネプテューヌシリーズおなじみの中二病をこじらせた痛い人。ただし、激ノワのアイン・アルと違って地が出るようなことがない筋金入り。度々「興味ないね」と話題を切り捨てるため、通称が「興味ないお化け」。
映画作りに失敗して死にかけていた所をイーシャに救われ、彼女の体に宿ることになった。そのことに非常に恩義を感じており、その体を害することは何があろうと許さない。彼女の元々の姿は不明。
ある時、体が壊れかけているという異変を感じ、イーシャの体から抜け出て自分が宿るべき体を生み出す「人体練成」と試みようとしている。そのための対価として強大な力を持つ魔王を欲しており、ソルジャーを結成した。しかし、その情報ソースの曖昧さを突き付けられ、イーシャの説得を聞き入れてようやく我に返った。
クリスタルに関する知識が深く、彼女の提案が女神達の新たな力・「ネクストフォーム」誕生の切っ掛けとなっている。
ヌマン（声 - 櫻井慎二朗）、レディ（声 - 庄子裕衣）という、スライヌに人間の身体（しかも水着な上に体色はスライヌのそれ）が生えた、気持ち悪いにも程がある生物を従者にしている。どちらも自分の体に無駄な自信を持っている。知能は人間相当であり、仲はいい。
武器は剣。変身後は背部に片方のみの翼、左手には宙に浮く盾を装着する。
エクゼドライヴは「超究極武神破斬Ver.S」。
モデルはSQUARE ENIX。パロディの傾向は主にドラゴンクエスト、ファイナルファンタジーなど。
イーシャ
声 - 内田真礼
ネプギアとベールが黄金の頂の入口で出会ったエスーシャと同じ容姿をした女性。ベール宛てに送ったエスーシャの危機を知らせる手紙の差出人でもある。かつてコンビニでバイトをしていたらしい。
前述の通り、エスーシャの魂を同居させており、彼女は滅多に表に出てこない（心の中で会話はできる）。エスーシャの瞳が赤であるのに対し、彼女が出ているときは瞳は緑となる。
会話に関しては「はい/いいえ」しか話すことができず、それに答えることができない質問は返答できない。理由は「人前で話すことが苦手」とのこと。説明は必ずメールで行う。後に、はい/いいえを選ぶ文章を自分で表示させるという手段を編み出し、たまに意思表示するようになった。
性格は大人しいように見えて、ベールの白昼夢の内容を見たがったりシェアリングフィールドを展開するチャンスを奪ってみたりと、割とちゃっかりしている。
名前の由来はSQUARE ENIXの「ENIX」から。
ケーシャ
声 - 日高里菜
ラステイションのゴールドサァド。傭兵組織の出身。普段はラステイションの女学校に通っており、統治者と学生の二足のわらじを履いている。しかし、教会に統治を丸投げしていた結果、忍び込んだ傭兵組織にまんまと乗っ取られてしまっていた。
見た目は清楚な文武両道な少女なのだが、銃を持つとまるで歴戦の軍人のような性格へと変貌してしまう。当然ながら、戦闘時は専らこちらの口調。
女神であるノワールを強く慕う一方、非常に嫉妬深い一面を持つ。はっきり言ってしまうとヤンデレの域に突入している。ユニはその立場を羨むことがある一方、銃器好き同士で盛り上がることもある。
傭兵組織で最強の兵士として育てられるも、ミッションの合間などで目にする女子学生の姿に憧れを抱いており、ラステイションによって組織が壊滅した後はそのまま学生となった。しかし、傭兵組織の残党が暗躍しており、その陰謀に振り回された上に黒幕による精神干渉でノワールへの独占欲が暴走することとなってしまう。
暴走の果てにユニを殺そうとさえするようになるが、黄金の頂でノワールと決闘及び傭兵組織の切り札の破壊を経て、自分に都合がいいだけの「お友達」から間違っていたら殴ってでも止めてくれる「親友」となった。
武器は二挺サブマシンガン。一部のスキルではRPGも使用する。変身後は左目に眼帯、背部にレールガンやミサイルを備えたウェポンラックを装着する。
エクゼドライヴは「フルウェポンアタック」。
モデルはKonami Digital Entertainment。パロディの傾向は同社シューティング、メタルギアシリーズなど。

### 秘密結社アフィ魔X
キャラクターデザインはToMoが担当。
アフィモウジャス
声 - 上別府仁資
自ら将軍と名乗る、秘密結社アフィ魔Xのトップ。情報こそが金になると語る。
とにかく金に対する執着心が半端ではなく、金を得るためならばゲイムギョウ界を混乱させようが何をしようが一向に構わない。逆に言えば金さえ得られれば問題はないらしく、終盤では女神一行と協力関係となる。
「＠将軍のまとめサイト」なるサイトの運営者であり、広告収入で莫大な利益を上げている。女神たちのデマや悪評拡散の元凶の一端でもあるが、女神をどうこうしたいのではなくただそういったネタのほうがウケがいいからというだけである。
一方で、激戦が予想される女神との決戦にあたって親友のステマックスを解雇・絶交してまで離れさせたり、くろめに封印体とそのカギを渡すのを危険視してとんでもない大金を吹っ掛けたりなど、金よりも上に置くべきものがあると認識している節も見られる。
ベールのような金髪巨乳の女性が好みのタイプであり、いつもステマックスにそのようなキャラクターの同人誌などの購入を頼んでいる。
マントを破壊しないと物理攻撃を無効にする厄介な特性を持つ。
名前の由来はアフィリエイトと(金の)亡者。
ステマックス
声 - 会一太郎
アフィモウジャスに仕える幹部。アノネデスに似た趣向の姿だが、こちらはロボットである模様。
ござる口調等言動そのものが忍者であり、隠密行動・情報操作・忍術による戦闘等アフィモウジャスの野望には必要不可欠な人物。また、それ以上に幼少時代からの同志にして親友でもある。その反面、自他共に認める影の薄さを誇り、忍者らしいといえばらしいのだがこのせいで貧乏くじを引く事も。その影の薄さは目立つ外見の割に視界に入ってもまず気づかれないというとんでもないレベル。
パープルハートに激しく誘惑されて気絶してしまう程女性に対する免疫が弱い。その一方で破廉恥な本をよく読んでいるなどムッツリスケベな一面も併せ持つ。
自分をまともに認識できた上に腐趣味な本を読んでいた自分を蔑みもせずに普通に接してくれたユニに好意を抱き、将軍の嗜好とは正反対であることに悩むことになる。
名前の由来はステルスマーケティング。

### 零次元
天王星 うずめ（てんのうぼし - ） / オレンジハート
声 - 本多真梨子
本作におけるもう一人の主人公。零次元でただ一人モンスターやダークメガミと戦う少女であり、零次元で確認できる唯一の女神。シェアゲージはプラネテューヌに対応している（その理由は後述）。
その服装は、ビジネススーツを改造して無理矢理着ているというもの。スカートはフックもチャックも外れており下着から紐で吊っている、上着は第二ボタンしか留めてないYシャツにネクタイと、肌の露出が女神の中でもとりわけ多い。
一人称が「俺」で一見男勝りな性格だがこれは崩壊した零次元のヒーローとしてのキャラ作りの一環であり、本来は夢見る乙女で口調もかなりほんわかしている(本来の一人称も「うずめ」)。そのため女神化するとその枷が外れてしまうのか、マイペースでふわふわしたものへと変貌してしまう。しかし本人は至って真面目。「かっこいい」という言葉に弱く、かっこいいという言葉に惑わされて乗せられてしまうこともある。
零次元は人間がおらずシェアが手に入らないためシェアクリスタルを使って直接変身する（曰く、シェアクリスタルはその辺に落ちているらしい）。
実は記憶喪失であり、その過去は一切不明。ただしプラネテューヌの名を聞いた際に謎の頭痛に見舞われており、何らかの関係がある様子。
嫌いなものは椎茸。マジェコンヌがネプテューヌ（大人）のノートから脱出するためと知らずにうっかり椎茸を彼女にあげてしまったことも。ただし、ネプギアが研究を重ねたことで後に食べられるようになる。
武器はメガホンであり、増幅した声で相手を攻撃する。肉弾戦も得意で、大半のスキルは相手を連続殴打するものとなっている。
彼女が女神化時に装着している左腕の盾には、対ダークメガミ戦闘用特殊空間「シェアリングフィールド」を展開する能力が備わっている。ただし、展開するには大量のシェアエネルギーが必要であり、人間のいない零次元では大型のシェアクリスタルなどを使って展開している。
その正体は暗黒星くろめが誕生した際に分かれた良心の欠片。終盤のルート分岐によっては彼女の運命も大きく変化することになる。
トゥルーエンド後はそのままプラネテューヌに所属し、海男とネプテューヌ（大）、クロワールと共に眠りについている間に変わった世界を見て回っている（零次元と心次元は消滅せず残ったまま）。この際、改変されてなお自分のことを覚えている老人と出会っている。
エクゼドライヴは「必殺・烈破夢双絶掌」。
名前の由来はネプテューン(海王星)に対する天王星。
海男（うみお）
声 - 速水奨
零次元で一人戦ううずめをサポートするモンスター。
凄まじい真顔が特徴的な人面魚だがその声は非常に渋く、冷静沈着。肺呼吸かエラ呼吸かは不明。なお、その顔はたまにネプテューヌの呆け顔として使われることがある。
ストーリーの途中から、尾びれや背びれを使って気配を感じられるようになる。
魚型モンスターなだけあって、魚を食べるのは苦手。また、お茶が好きであり彼特製ブレンドのお茶を作ったことがある。
イメージで足が生えた姿も登場するが、本人はあくまで魚の姿であることに誇りを持っている。
DLCを購入する事でパーティに加わる。装備武器は背びれで、エクゼドライヴは「海男スライダー」。『VIIR』ではパーティに加わらない。
草の根青年
声 - 速水奨
あるルートでうずめの女神時代の回想シーンに出たうずめの補佐役の青年。
声や性格などが海男とほぼ同じであり、海男が言ったある一言が回想に出てきたことから、海男の前世の可能性が高いが、海男本人は覚えてないとのこと。
ネプテューヌ（大）
声 - 田中理恵
超次元へと戻ったネプテューヌとほぼ入れ替わりに零次元に現れた、並行世界のネプテューヌ。
『V（Re;Birth3）』の舞台である神次元の出身だが、次元を超えた旅を繰り返している故かプルルートの事はよく知らない様子。旅をする理由は虫探し。
超次元の存在とは違い普通の人間であるため外見は相応に成長しており、顔つきは変身前、体格は変身後を思わせるものとなっている。ただし性格は超次元のネプテューヌと瓜二つ。嫌いなものもナスである（正確には初めてナスを食べた結果嫌いになってしまった）。
もっぱら本来のネプテューヌとは「大きい」「小さい」で区別される他、当人の希望でネプギアからは彼女もお姉ちゃんと呼ばれている。ネプテューヌの方もネプギアみたいな妹が欲しいと語っている。
所持しているシステムノート状の物体「ねぷのーと」は、いかなる生物をも閉じ込め、力を奪い封印することができるというとんでもない逸品だが、外部からの干渉を受けたり、何らかの要因で封印した生物が力を取り戻したりすると脱出されてしまう。どうやって入手したかなどは一切不明。
超次元篇でも登場するが、何故かアフィ魔Xに加担しており、女神達と敵対することになる。その真意は、クロワールやくろめの計画を密かに邪魔するためだった。そのことが発覚した結果、殺されかけたことでネプテューヌと合流することになる。
エクゼドライヴは「ネプニカルコンビネーション」。武器は超次元とは違い双剣とリボルバー。エグゼドライブも含めて、所謂「ガンカタ」と呼ばれるアクションのスキルを所持する。上述の通り女神ではないため、女神化ができない。
『VIIR』のVRイベントで判明した出来事として、超次元篇の時点でくろめが黒幕である事を知り、くろめの説得を試みたが無駄だったとプレイヤーさんに告げている。
OVA『超次元ゲイム ネプテューヌ 〜ねぷのなつやすみ〜』以降から名称が「次元の旅人ネプテューヌ」と改められ、『超次元ゲイム ネプテューヌ ねぷねぷだらけの感謝祭（フェスティバル）』では、疑似女神プロセッサユニット「ジェネレーターユニット」を装備した疑似女神形態を披露している。
服装はパーカーワンピの下は下着すら身に着けてない全裸の状態である。
色んな次元を旅している設定から、彼女とクロワールが登場する作品は全て同一人物となっている。
マジェコンヌ
声 - たかはし智秋
おなじみシリーズ通しての悪役。ただし本作までに登場した同名キャラクターとは別人物である（今までと違いネプテューヌに対する明らかな敵対心を見せない）。
今回の外見は無印版に近いが、変身形態として『mk2(Re;Birth2)』に登場した犯罪神マジェコンヌ・真マジェコンヌ形態も登場する。
相変わらずネプテューヌは「マザコング」（ネプテューヌ（大）もこの呼び方で呼ぶ）扱いし、うずめに至っては「ポッと出の紫ババア」と呼んでしまっている。
零次元を蹂躙するダークメガミと共に行動している。一行との戦いの末ネプテューヌ（大人）の持つノートに閉じ込められてしまうが、一行を丸め込んで脱出しクロワールの力で覚醒・ダークパープルと融合してしまう。
この時に完全に倒されたかと思いきや、その後も超次元・心次元でも姿を現している。その正体は暗黒星くろめによって具現化された存在であり、終盤では犯罪神＆真・犯罪神と共に大量に具現化されることになる。なお、くろめが彼女を具現化させられる理由はかつて女神だった際に相対した事があるからであり、相当手を焼かされたらしい。ネプテューヌ（大人）を殺そうとしていた所を女神たちに阻まれ、撃破されたことでようやく消滅した。
なお、本物（『mk2(Re;Birth2)』における犯罪神）は既に倒されているため登場せず、神次元側のマジェコンヌは悪事を働いていないらしく改心している事が示唆されている。
クロワール
声 - かないみか
前作でも登場した黒幕だが、少女だった頃のネプテューヌ（大）に捕まって以来、行動を共にしていた。彼女からは「クロちゃん」と呼ばれている。
相変わらずの気ままな愉快犯。神次元の太古の国家タリの女神の力を所有していたが、その力でマジェコンヌを覚醒させてしまったためネプテューヌ（大）に標本にされ閉じ込められてしまった。
面白ければいいという性格なので、いい方向に面白ければそれはそれで協力してくれる。

### ダークメガミ
零次元でうずめが追っている巨大な敵。何処からとも無く現れては物理的なものだけではなく空間そのものを消失させてしまう程の破壊力で何もかもを無にしていく。30ｍを優に超える巨躯で、守護女神が女神化したような姿を思わせる。現在確認されたのは4体で、4体とも超次元の守護女神の色に似ている。声は本物の守護女神の声を加工したもの。
その正体は暗黒星くろめが超次元を滅ぼすために生み出した全ての元凶である。
ダークメガミのデザインは鷲尾直広が担当。
ダークパープル
声 - 田中理恵、たかはし智秋（マジェコンヌ融合時）
ネプテューヌ達が最初に戦うことになるダークメガミ。零次元篇の終盤でマジェコンヌと融合し、二度戦うことになる。
ダークグリーン
声 - 佐藤利奈
ダークメガミの一体。ダークメガミの中で一番胸が大きく、ランスを装備している。
ダークブラック
声 - 今井麻美
ダークメガミの一体。片手剣を装備している。
ダークホワイト
声 - 阿澄佳奈
ダークメガミの一体。ブラン程ではないがダークメガミの中で胸が小さく大斧を装備している。胸のことを指摘された時は、ブランが切れた。

### 心次元
暗黒星 くろめ（あんこくぼし - ）
声 - 本多真梨子
超次元篇で超次元改変後に現れた謎の少女。一人称は「オレ」。
その正体はネプテューヌの前の女神・ウラヌスよりさらに前の超次元のプラネテューヌの守護女神である真の「天王星うずめ」。そのため、もう一人の自分であるうずめを「俺」と呼ぶ。うずめの服や髪を青黒く染め、アンダーウェアを着せた姿となっている。また、シンボルマークの渦巻きも菱形となっている。
「妄想を現実にする能力」を持っており、それを危険視したプラネテューヌの国民に「元から存在しない」事にされてしまう。この憎しみに引き寄せられた「シェアエネルギー」とは正反対の性質を持つ「ネガティブエネルギー」を取り込み自身の力と組み合わせた結果、全ての記憶から自身を抹消する事によって人知れず復讐の機会を狙ってきた。
女神時代はイストワールとも交流があったが、記憶改変の影響で彼女ですらその存在を完全に忘れてしまっていた。
彼女の僅かに残った良心が具現化した存在（くろめ曰く「搾りかす」）が本編のうずめであり、うずめが強くなればなる程その力は強大なものとなる特性がある。
本編では復讐完成のために、本来は自身にとって抹消すべき存在であるうずめを泳がせ、ゴールドサァドが女神に勝利したことを利用して超次元の世界そのものを改変し秘密結社アフィ魔Xやゴールドサァド達を利用し続けてきた。この際、彼女らの負の感情を増幅させていた。
超次元ゲイムギョウ界では　完全な実体を持たない（視認はできる模様）。そのため、ゴールドサァドの心を闇に落として自分の肉体にしようとしている他、封印されている自分の体を解放しようと目論んでいる。なお、うずめはシェアエネルギーを浴び続けた結果、多少ならば超次元ゲイムギョウ界で実体を持てるとのこと。
バッドエンドになると復讐は成功してしまうが白昼夢イベントで回避可能。その他のルートでは彼女がダークメガミ化したダークオレンジがラスボスとして立ちはだかる事になる。トゥルールートではさらにうずめとの一騎討ちになり、その際の武器はうずめと同じくメガホン(攻撃モーションも同じ)。
心次元においてダークオレンジとなってネプテューヌたちに襲い掛かるが、心次元の核となっていたシェアクリスタルを使われたことで弱体化した上にシェアリングフィールドを展開されて敗北、消滅する。しかし、死ぬ間際にモンスターたちに超次元を滅ぼすように命じており、それを阻むためにうずめはシェアクリスタルを完全に破壊して女神として死を迎えることになる。しかし、トゥルールートにて封印体の封印を解くことで復活させることができることが判明、同じく復活しようとしたくろめを抑え込んでうずめの人格で復活することに成功する。
「暗黒星くろめ」という名前はうずめと区別をするために、ネプテューヌ（大）が便宜上名づけたものであり本名ではない。
なお、良心を切り捨てた彼女は忘れてしまっているが、実は憎しみの果てに放逐されたのではなく、自身の妄想能力を制御できなくなって死を望んだ彼女が自らを封印したというのが真相。ネガティブエネルギーによって嫌な記憶が心を支配し、楽しかった記憶は切り捨てたうずめのほうに残されることになった。
ダークオレンジ
ダークパープル、ダークブラック、ダークグリーン、ダークホワイトとくろめが一つに融合した究極のダークメガミ。融合前の各ダークメガミの武器を装備している。外見が若干禍々しくなっている。

### その他のキャラクター
エビフライ
とあるヒヨコ虫の名前。零次元のモンスター（住人）の中でもよく登場する。語尾に「です」をつける変則的な丁寧口調が特徴的。
ヒヨコ虫を油で揚げるとエビフライに似た味だという話をした結果、テキストウィンドウ上の名前が「エビフライ」になった。零次元では海が消滅してしまっているため、うずめやネプテューヌからは危険な視線を浴びる羽目に。ついでに、零次元の名産はエビフライとなっている。
アズナ＝ルブ
ルウィーで暗躍していた革命家。性格は卑劣この上ない。しかも、ステマックスに「自分の趣味も革命済み」などと評される変態であり、ロム・ラムの盗撮写真やホモ系同人誌を所持している。
教会を乗っ取りライセンス制度を広めた張本人。町一つどうなろうと自分の命が助かればいいなどと言い切る性格を暴露されたことでその地位を追われることになる。
らん豚
ネット上のネタである「らん豚」のそれ。『Re;birth1に』登場した「らんらん」と元ネタを同じくするが、こちらはテンプレのセリフを呟くだけの豚（らしきもの）で、少なくとも知能は人間に及ばないレベル。
元々はリーンボックスのソルジャーであったが、覚醒した魔王の呪いによってこのような姿となってしまった。合わせて100万もの人間がらん豚となり、エスーシャの計画のために犠牲になりかけたが、ネプテューヌ（大人）の機転でその事態を回避。しかし、結局は戻す方法が不明のまま物語は終わってしまった。
エスーシャ曰く、「かつて人の心を弄ぶことを何より好む魔王がおり、人々が強い絶望で心が壊れることにより身も心も豚になる呪いを残した」とのこと。
ゾルゲリコフ鉄
プラネテューヌのはずれにあるクリエイターズタウンにあるゲーム会社・ZOLGEの社長である中年の男性。ZOLGEはいろいろ黒い噂が絶えない問題のある会社らしく、ゲーム開発していた開発者がひどい開発環境のせいでモンスター化したり、新ゲーム開発計画「プロジェクト・ねぷぷぷ」と称してネプテューヌに開発の協力を強制させる。元ネタは岡野哲。
『VIIR』では登場しない。
プルルート / アイリスハート、ピーシェ / イエローハート
前作『V(Re;Birth3)』でネプテューヌと冒険した神次元の女神。
ストーリー本編には登場せず、三教祖と同じく「女神チップス」に付いてくるカードやDLCの見聞者（変身前）として登場する。
また、プルルートは神次元側のネプテューヌ（今のネプテューヌ（大））と関わったことがある様子。
『VIIR』では登場しない。
ミス・モノクローム
コラボレーションとして特別出演した美少女アンドロイド。本作では見聞者として登場する。『VIIR』では登場しない。
プレイヤーさん
『VIIR』に登場するゲイムギョウ界に因果干渉をする高次元の存在で、ゲイムギョウ界の人々は神格化するほど。

## 主題歌
『新次元ゲイム ネプテューヌVII』 オープニングテーマ「相対性VISION」
作詞・作曲 - 志倉千代丸 / 編曲 - MACARONI☆ / 歌 - nao
『新次元ゲイム ネプテューヌVII』 エンディングテーマ「未来へのリゾルブ」
作詞・歌 - 彩音 / 作曲 - ミヤハラ信哉 / 編曲 - Heigo Tani（Wall5）、ミヤハラ信哉
零次元篇
オープニングテーマ「More soul ! コンティニュー」
作詞 - 青Yりんご / 作曲 - 鈴木裕明（SUPA LOVE） / 編曲 - 賀佐泰洋（SUPA LOVE） / 歌 - 天王星うずめ（声 - 本多真梨子）
超次元篇
オープニングテーマ「猛争4ちゅーん」
作詞 - 青Yりんご / 作曲・編曲 - 悠木真一 / 歌 - ネプテューヌ（声 - 田中理恵）、ノワール（声 - 今井麻美）、ブラン（声 - 阿澄佳奈）、ベール（声 - 佐藤利奈）
心次元篇
オープニングテーマ「妄想Katharsis」
作詞 - 青Yりんご / 作曲 - SHIKI / 編曲 - Yocke / 歌 - オレンジハート（声 - 本多真梨子）、ネプテューヌ（声 - 田中理恵）
『新次元ゲイム ネプテューヌVIIR』 オープニングテーマ「Starting Days!!」
作詞 - 出口陽 / 作曲 - 宮崎まゆ / 編曲 - Johnny.k / 歌 - aki
『新次元ゲイム ネプテューヌVIIR』 エンディングテーマ「キミと始まる物語」
作詞 - 青Yりんご / 作曲 - 岡田誉也 / 編曲 - 悠木真一 / 歌 - 亜咲花